# Michel du Bec-Crespin

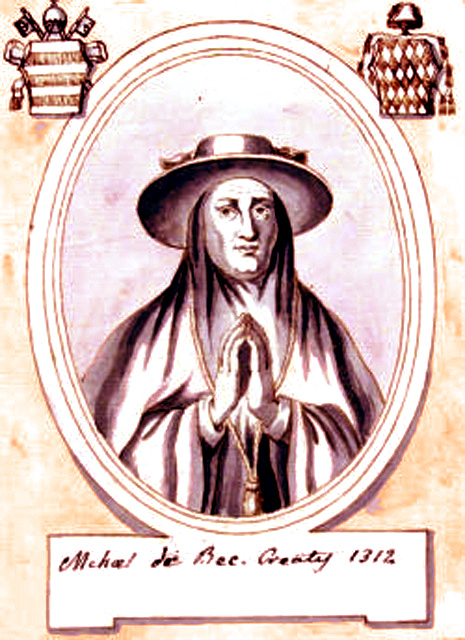
Michel du Bec Crespin, 1312, aus: Gaetano Moroni, Dizionario di erudizione storico-ecclesiastica da S. Pietro sino ai giorni nostri, 1840

Michel du Bec-Crespin (* in Mortemer; † 30. August 1318 in Avignon) war ein Kardinal zur Zeit des Avignonesischen Papsttums.

## Leben
Michel du Bec-Crespin aus dem Haus Crespin war der jüngere Sohn von Jean du Bec, Baron de Boury, und Tiphaine Paon. Er war Dekan der Kirche von Saint-Quentin und Archidiakon in Paris.
Auf dem Konsistorium vom 23. Dezember 1312 ernannte ihn Papst Clemens V. zum Kardinalpriester mit der Titelkirche Santo Stefano al Monte Celio.
Er nahm am Konklave von 1314 bis 1316 teil, das 2 Jahre, 3 Monate und 7 Tage benötigte, um mit Johannes XXII. einen Nachfolger für Clemens V. zu finden.
Michel du Bec-Crespin starb am 30. August 1318 in Avignon und wurde in der von ihm gestifteten Chapelle Saint-Michel in der Kathedrale Notre-Dame de Paris bestattet.